# 勝田車両センター
勝田車両センター（かつたしゃりょうセンター）は、茨城県ひたちなか市にある東日本旅客鉄道（JR東日本）の車両基地である。JR東日本水戸支社の管轄。常磐線勝田駅の北側に位置する。
下部組織として、土浦市に土浦派出所（旧・土浦運輸区検修部門）、水戸市に水戸派出所（旧・水戸統括センター検修部門）、久慈郡大子町に大子派出所（旧・水郡線統括センター検修部門）、福島県いわき市にいわき派出所が所在する。 

## 概要

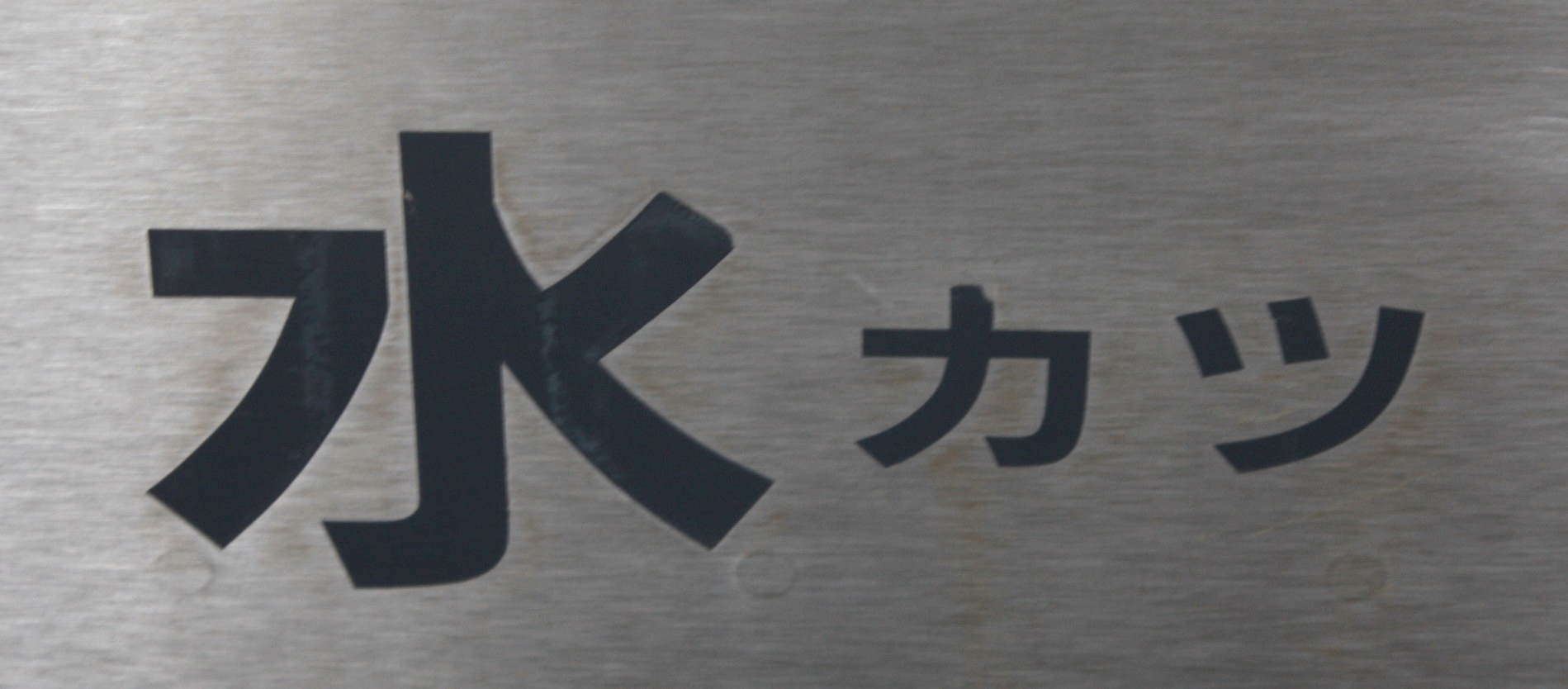
勝田車両センター 所属略号

常磐線に沿うように設けられ、勝田駅から2本の入出区線により繋がっている。主な業務は所属車両の機能保全、仕業検査、臨時検査、故障対応（修繕工事）等である。
1961年（昭和36年）6月の発足時点では44両が収容可能な設備で、建設費用は総額約3億1,800万円。内訳は用地費が2,400万円、路盤費が4,200万円、橋梁費が300万円、軌道費が5,000万円、運転設備費が4,000万円、建物費が1億5,300万円、その他が600万円。
要部検査や全般検査は郡山総合車両センターで行なわれ、車両はその都度、水戸線・東北本線経由で回送される。

## 構内
- 構内は常磐線下り線側より
  - 車両留置線（1番 - 13番線） 13線
    - このうち10番・11番線は洗浄線で、洗浄作業台と汚物抜き取り装置を備えている[1]

  - 検査線（14番 - 16番線） 3線（検修庫設置、最大11両編成が収容できる[1]。機能保全は主に14番線で実施され、15・16番線は軽微な修繕が実施される[1]）
  - 修繕線（17番・8番線） 2線（修繕庫設置・天井クレーン、リフティングジャッキを備えており、機器の吊り替えや修理等を行う[1]）
  - 事業用車留置線（19番線） 1線（3両編成分の有効長しかなく、E491系電車の留置に使用される[1]）

入出区線には車両洗浄機を配置。
18番線の検修庫内には車輪転削機が設置されていたが、2006年4月に新設された内原電留線に10両編成対応の車輪転削線が設けられたため、転削機を移設し機能を移転した。この車輪転削機は大子派出所の車両も使用する。

## 歴史
- 1961年（昭和36年）
  - 4月1日 - 日本国有鉄道の勝田電車区として開設[1]。
  - 4月20日 - 401系電車を配置、同年6月1日から営業運転を開始[1]。
- 1962年（昭和37年）7月 - 451系急行形電車を配置。
- 1985年（昭和60年）3月 - 485系・483系特急型電車を配置。
- 1987年（昭和62年）4月1日 - 国鉄分割民営化により、JR東日本に継承。
- 2004年（平成16年）4月1日 - 勝田車両センターに改称[4]。
- 2005年（平成17年）6月 - ISO 9001の認証を取得。
- 2015年（平成27年）3月 - 上野東京ライン開業により42年ぶりに東京駅乗り入れ列車が復活（列車自体は品川駅まで乗り入れる）。
- 2023年（令和5年）3月 - 土浦運輸区の検修部門を移管し、土浦派出所を設置。
- 2024年（令和6年）10月1日 - 水郡線統括センターの検修部門を移管し、大子派出所を設置。また水戸統括センターの検修部門を当センターの水戸派出所へ移管する。

## 組織体系

### 土浦派出所
2023年（令和5年）3月の組織改正で、土浦運輸区の検修部門が移管され、勝田車両センター土浦派出所として発足。

### 大子派出所
2024年（令和6年）10月1日付の組織改正で、水郡線統括センターの車両検修部門が移管され、勝田車両センター大子派出所として発足。水郡線で使用されるキハE130系の車両管理を行う。なお、移管に際して発注業務などの一部を勝田車両センター本区に集約している。

### 水戸派出所
常磐線・水戸線を運用する電車の仕業検査や異常時対応などを行う派出として設置。2024年（令和6年）10月1日付の組織改正で、水戸統括センターより業務移管を受け、水郡線運用の気動車についても当派出所で行うことになった。

### いわき派出所
主に異常時対応を行う。

## 配置車両に記される略号
旅客車：「都カツ」（都＝首都圏本部、カツ＝勝田）
なお、今後車両の略号表記は割愛される方向であるため、実際には「都カツ」表記が車両に記載されることは無い。

## 配置車両
2025年7月1日現在の配置車両は以下の通り。編成番号はK○○で統一されている。
| 電車  | 気動車 | 機関車 | 客車 | 貨車 | 合計  |
| ----- | ------ | ------ | ---- | ---- | ----- |
| 722両 | 0両    | 0両    | 0両  | 8両  | 730両 |

### 電車
E653系電車（14両）
- 編成番号K70・K71の7両編成2本が配置されている。
- 後述のとおり、2014年までに全車が新潟車両センターへと転出したが、2018年11月7日付でU108編成がK70編成として当区へ再転入[5]。2019年2月2日の「快速E653系おかえり号」運行以降は、団体・臨時列車で運用される[6][7]。塗装は485系などの国鉄特急色に近いものとなっている[8][9]。
- 2023年8月29日には追加でU102編成がK71編成として勝田車両センターへ再転入し[10]、これまでなかった「水色のフレッシュひたち色」として臨時列車や団体専用列車として運用されている[11]。

2014年度までの当区におけるE653系
- 基本編成の7両編成8本（56両）と付属編成の4両編成4本（16両）が配置されていた。
- 特急「フレッシュひたち」で運用されていたが、2013年3月16日のダイヤ改正で定期運用を終了した。これに伴い、2013年度から2014年度にかけてに7両編成が1000番台、4両編成が1100番台にそれぞれ改造され、すべての編成が新潟車両センターへ転出した。2018年11月7日付の転入で戻ったK70編成は「旧K354・308編成」で構成されている。

E657系電車（190両）
- 編成番号K1 - K19の10両編成19本が配置されている。
- 2012年3月3日に臨時特急「復興いわきフラガール号」で営業運転を開始し、同年3月17日から特急「スーパーひたち」「フレッシュひたち」での定期運用を開始した。
- 2013年3月16日のダイヤ改正から同年9月30日まで、特急「スーパーひたち」「フレッシュひたち」のすべての定期列車が当系列で運転されていた。
- 651系の特急の運用が終了し、2015年3月14日改正より再び特急の定期列車が当系列に統一された。なお同改正より特急の名称がそれぞれ「ひたち」「ときわ」に変更された。
- 導入当初は10両編成16本のみ配置されたが、2015年3月14日ダイヤ改正で上野東京ライン開業に伴い2014年秋に1本(K17編成)が追加で配置された。更に2019年度末に常磐線全線復旧に合わせて、いわき〜仙台間における常磐線特急列車再開用として、2019年秋に2本(K18.K19編成)が追加で配置された。

E501系電車（55両）
- 編成番号K701 - K704の基本編成の10両編成4本（40両）とK752 - K754の付属編成の5両編成3本（15両）が配置されている。
- 1995年から1997年にかけ、常磐線の輸送改善用として、K701 - K704の基本編成の10両編成4本（40両）とK751 - K754の付属編成の5両編成3本（20両）の計60両が製造、勝田に配置された。
- 1995年12月1日の営業運転開始当初は、常磐線上野 - 土浦間の普通列車で運用されていたが、2007年2月21日をもって同区間での運用を終了した。
- 2007年3月18日のダイヤ改正以降は常磐線土浦 - 草野間と水戸線の普通列車で運用されている。それに先立って各編成にトイレが設置された上で、付属編成は同年2月27日から水戸線および常磐線友部 - 勝田間で、基本編成は同年3月17日にダイヤ改正後運用の送り込みのため土浦 - いわき間での営業運転を開始した。
- 2019年3月頃、編成番号K701の基本編成とK752の付属編成は、行先表示器が青地白文字の幕式から3色LED式となった。
- 2021年3月のダイヤ改正で水戸線のワンマン運転が開始されたことにより、水戸線へイベント団臨や代走以外での乗り入れが無くなった。また、常磐線も原則水戸 - いわき間の運用に就く事になり、定期で土浦まで乗り入れる列車は朝夕1本ずつのみとなった。
- 2024年8月2日付で付属編成のK751が廃車され、E501系初の廃車が発生した。

E531系電車（460両）
- 0番台は編成番号K401 - K426の基本編成の10両編成26本（260両）とK451 - K483の付属編成の5両編成33本（165両）が配置されている。3000番台はK551 - K557の付属編成の5両編成7本（35両）が配置されている。
- 常磐線上野 - 原ノ町間の普通列車（一部列車は東海道線品川 - 東京・上野東京ライン東京 - 上野間でも運用）と品川 - 土浦間の特別快速、水戸線の普通列車、東北本線 黒磯 - 新白河間（上り列車1本のみ白河発）の普通列車で運用されている。
- 2007年3月18日から上野駅を発着するすべての普通列車が本系列に統一され、2階建てグリーン車も連結された。
- 2006年8月26日から2007年3月17日までは付属編成のみ暫定的に水戸線でも定期運用が設定されていた。
- 2015年2月1日から常磐線高萩 - 竜田間、水戸線での定期運用が開始。
- 2017年10月14日から東北本線黒磯 - 新白河駅間での定期運用が開始。この区間における運用は0番台・3000番台の付属編成に限定され、また送り込みや返却は水戸線経由の定期列車で行う。（※宇都宮線小山 - 黒磯駅間は回送）
- 2021年3月26日の踏切事故に伴い、2022年2月9日付でクハE531-17が廃車された[13]。
- 2024年2月にクハE531-17が同番号にて代替新造され、郡山車両センターで更新工事を行われたK409編成9両に組み込み、2024年3月1日に所属の勝田車両センターへ回送された。

E491系電車（3両）
- 電気・軌道総合検測車で「East i-E」の愛称がある。3両編成1本が配置されている。編成番号はなし。

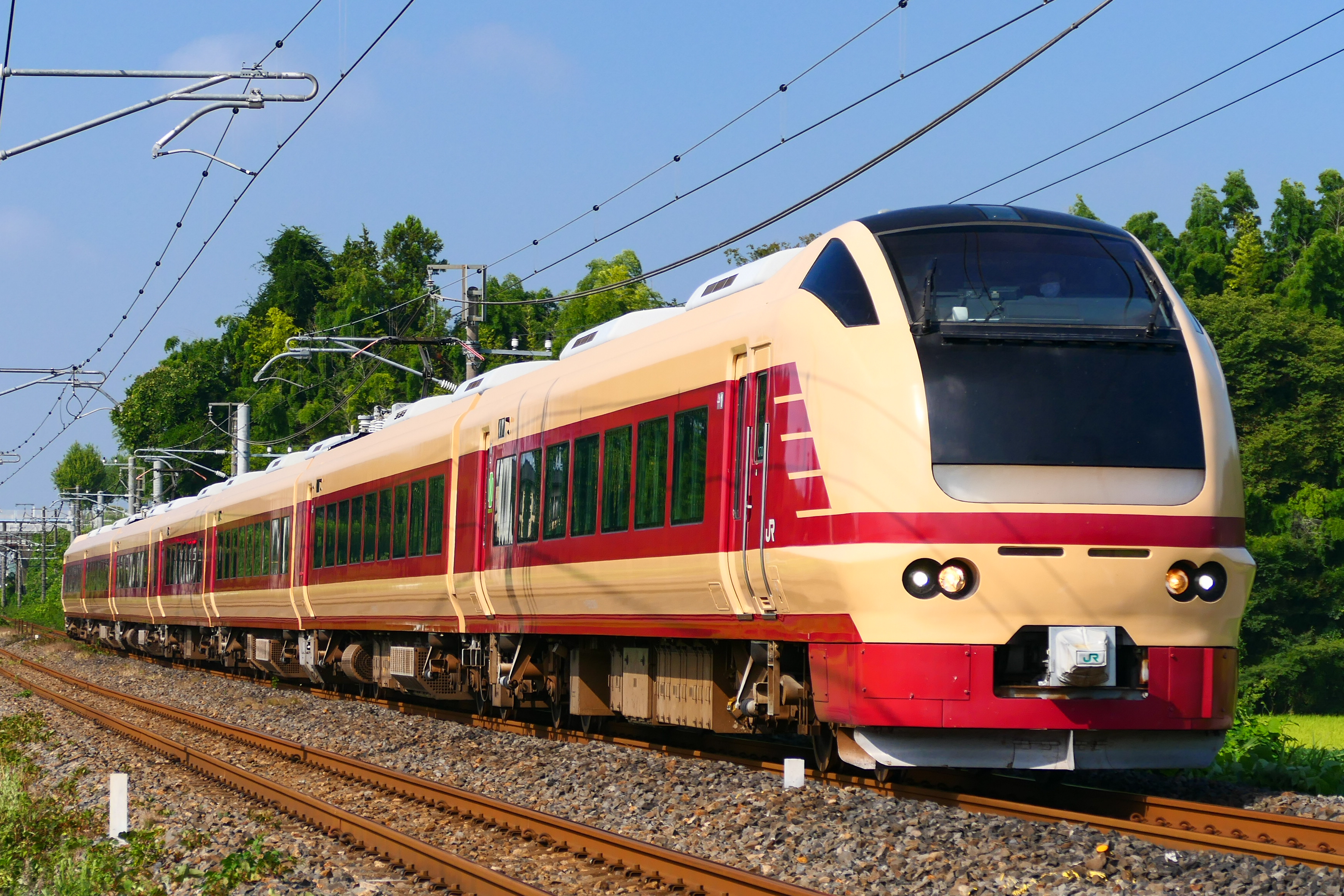
E653系1000番台K70編成
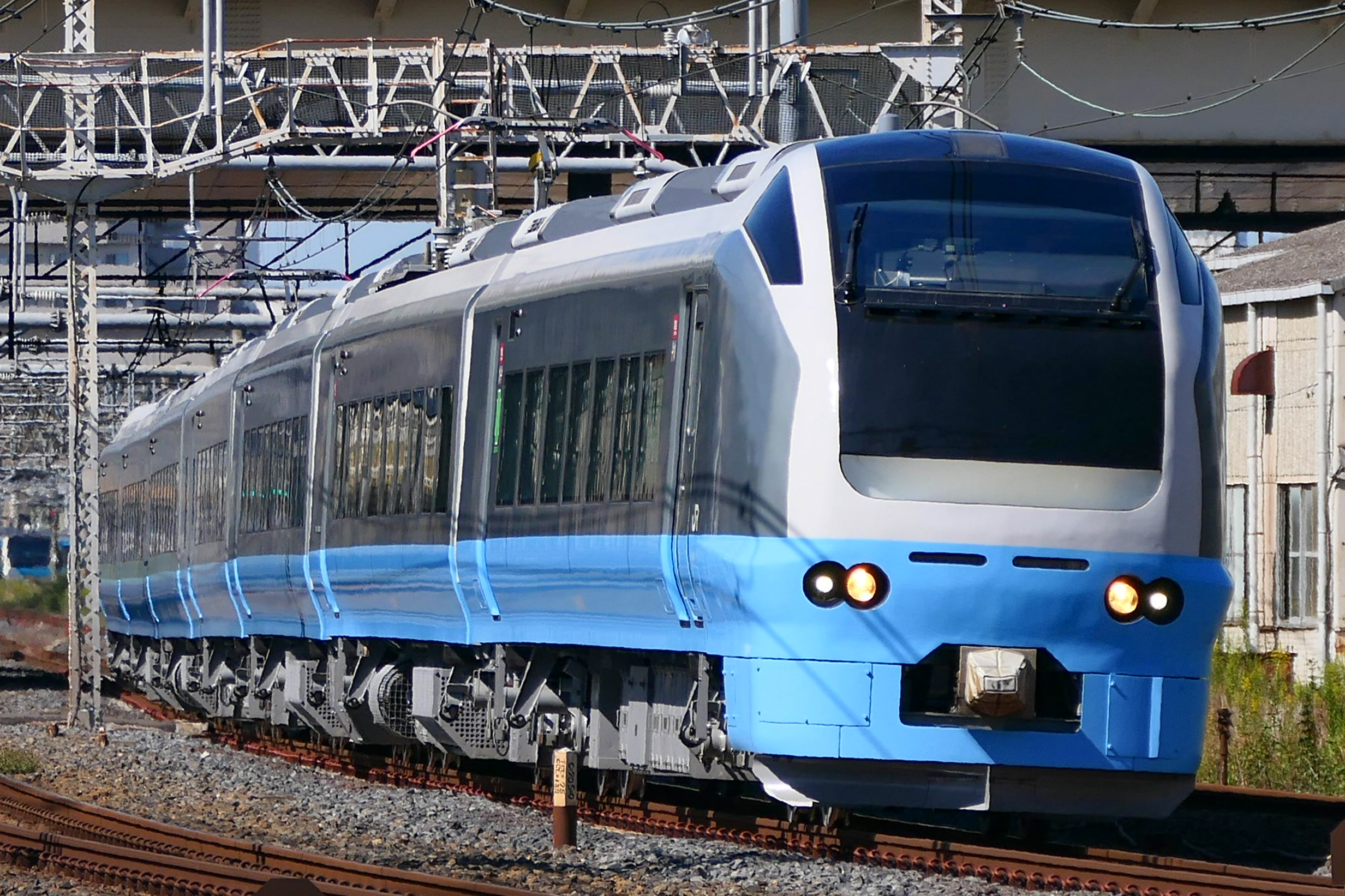
E653系1000番台K71編成
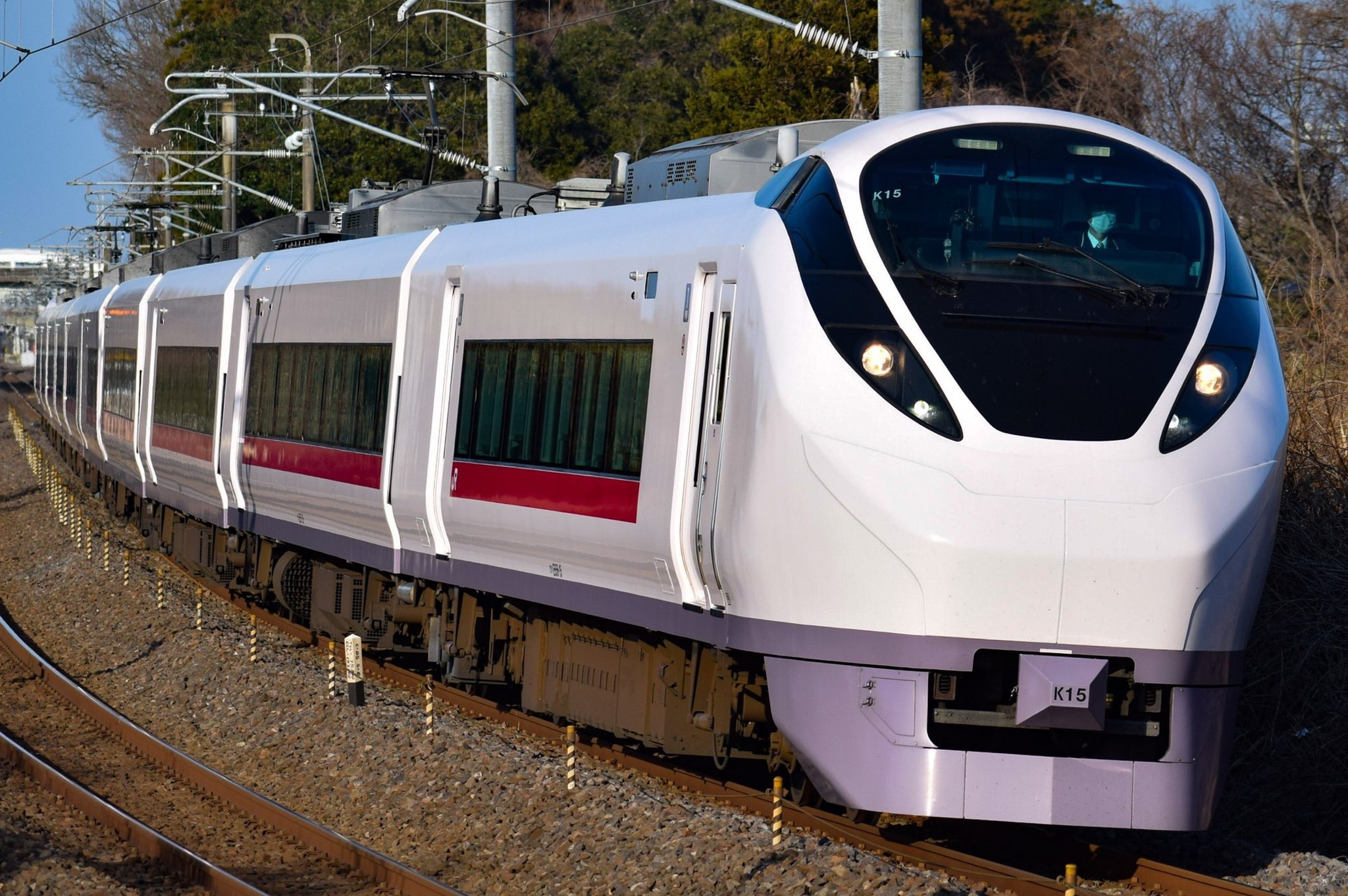
E657系
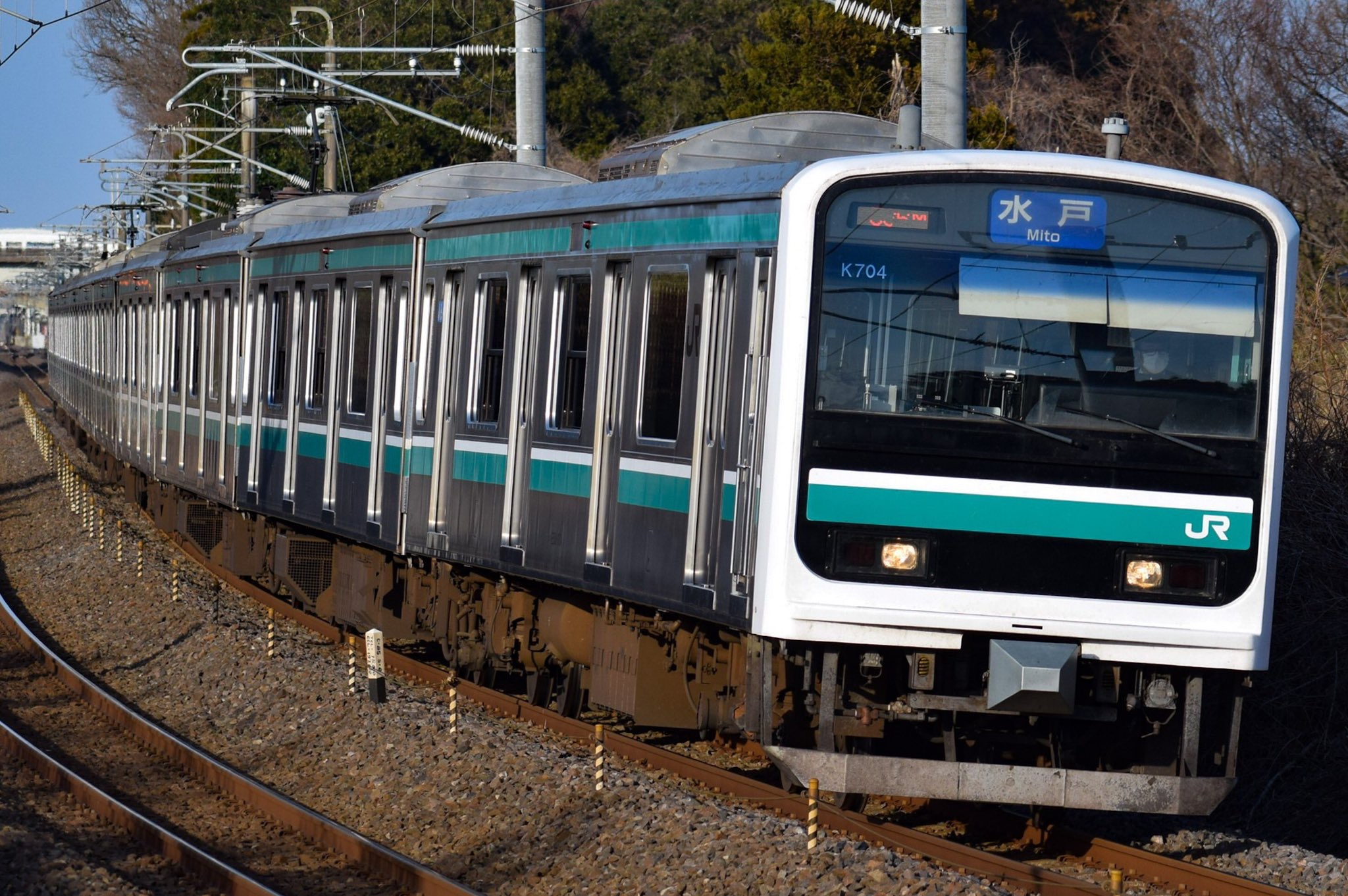
E501系
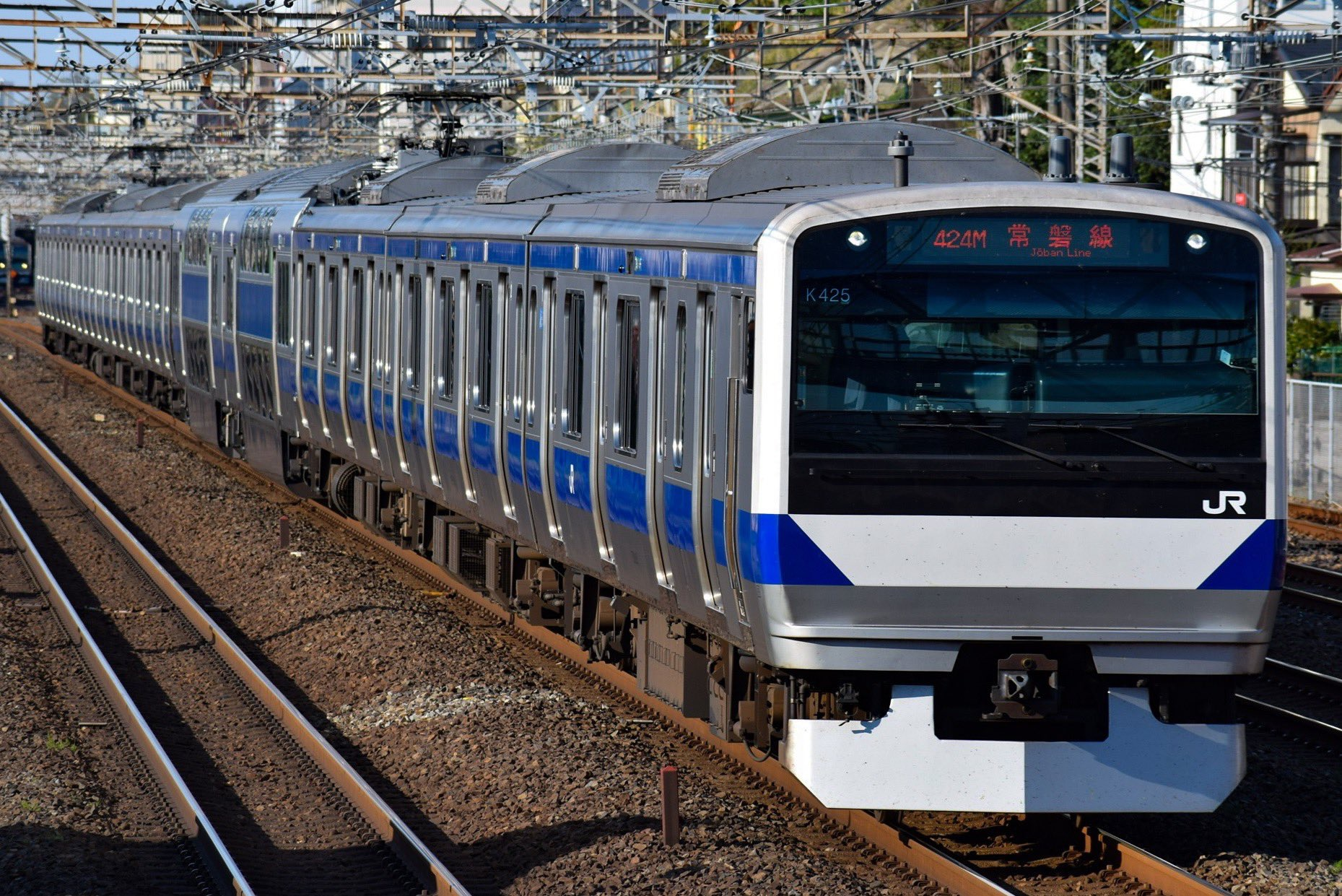
E531系
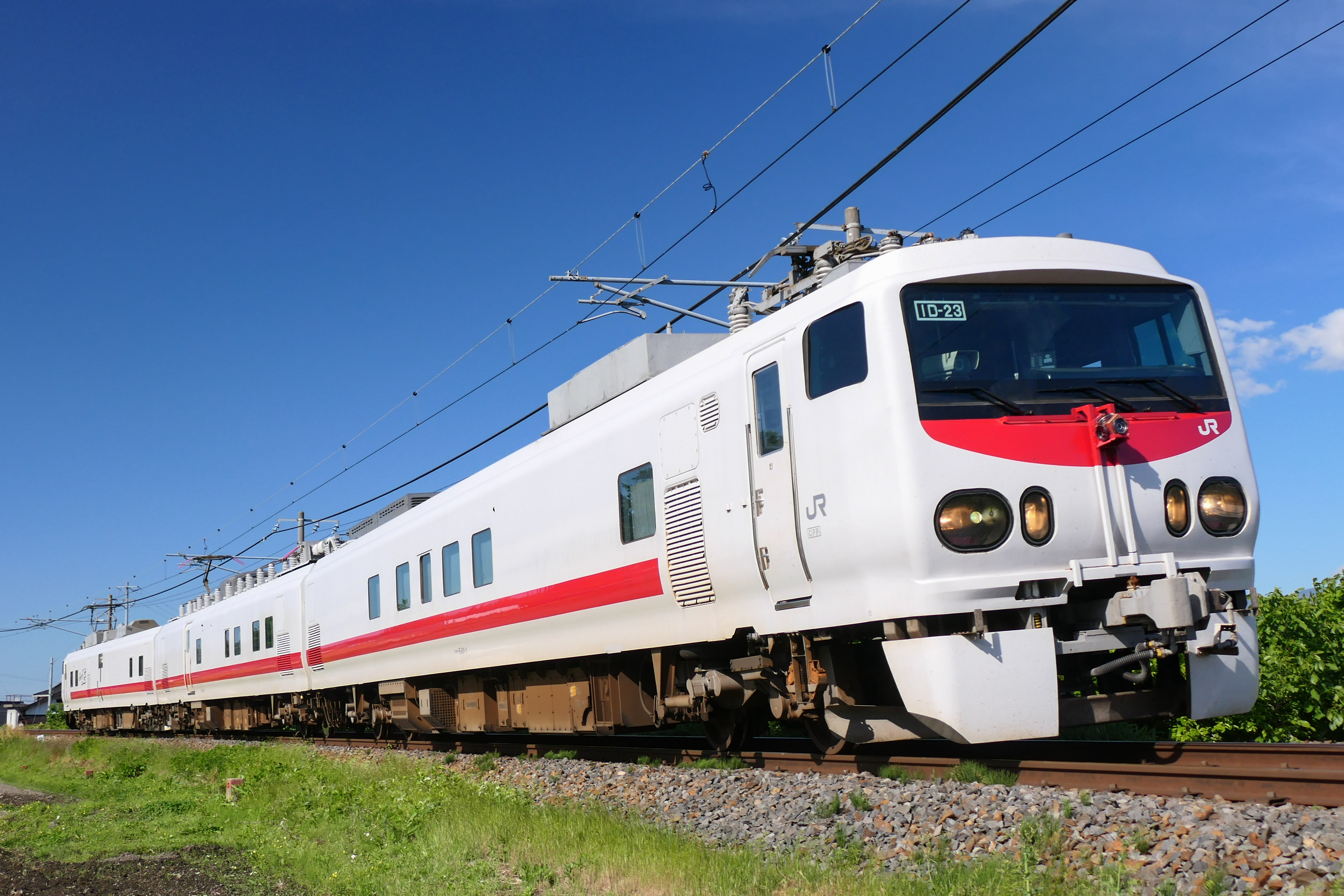
E491系

### 貨車
ホキ800形貨車（8両）
- バラスト輸送用ホッパ車。
- 2019年1月に8両が廃車[14]、2021年4月から5月にかけてさらに8両が廃車された[15]。
- 24両配置されていた時期においては、原ノ町駅に8両、西金駅に16両を配備[1]。

### 過去の配置車両

#### 電車
651系電車
- 特急 「スーパーひたち」および「フレッシュひたち」の一部列車で運用されていたが、2013年3月16日のダイヤ改正で定期運用を終了した。その後、E657系の改造のため2013年10月1日から2015年3月13日まで1往復のみ運用に復帰し、2015年3月14日改正をもって「フレッシュひたち」の運用を終了した。
- 2013年度から2014年度にかけて54両（7両編成6本、4両編成3本）が交流機器を使用停止して1000番台となり、大宮総合車両センター へと転出した。
- 特急運用終了後は、交直流両用であることを活かし、急行「ぶらり横浜・鎌倉号 」や、快速「ぶらり高尾散策号 」など、常磐線方面の臨時列車にE653系が復活するまで使用されていた。また2017年7月22日より、常磐線・いわき－竜田間（同年10月21日より富岡）の普通列車2往復に付属編成が復活して2020年3月14日まで運用された。
- 2020年4月1日時点では付属編成2本が配置されていたが、同年4月に1本が廃車、同年6月に最後の1本が郡山総合車両センターへ廃車回送され、配置が無くなった[16]。

485系電車
- 2007年まではボンネット先頭車を連結する訓練車 (K26) 編成が配置されていた。郡山総合車両センターに回送後、クハ481-17・モハ485-61は解体。モヤ484-2はモハ484-61に復帰改造されクハ481-26と共に整備が行われ、埼玉県さいたま市の鉄道博物館に静態保存された。
- 常磐線方面の臨時列車として運用されていたK40編成・K60編成は、2013年1月に2本とも郡山総合車両センターへ廃車回送された[17][18]。

485系電車「リゾートエクスプレスゆう」
- 臨時列車用のお座敷列車で6両編成1本が配置されていた。2018年9月5日に長野総合車両センターへ廃車回送され[19]、本センターから485系の配置が無くなった。

483系電車
- モハ483・482-12 - 15が、1985年に仙台運転所から転入し1990年に廃車になるまで特急「ひたち」「あいづ」などで使用された。

183系・189系電車
- サロ183-1051・1054とサロ189-51 - 53が、1989年に特急「ひたち」のモノクラス化の際に必要となるサハ481形300番台への改造種車として転入。実際は、書類上のみの転入で郡山工場（現・郡山総合車両センター）で改造後に配置された。2000年までに全車廃車。

451系・453系・455系電車
- 急行（準急）「ときわ」「つくばね」「ひたち」に使用された。1963年10月1日の仙台運転所（現・仙台車両センター）開設前までは東北本線系統の急行・準急列車（「みやぎの」「青葉」「松島」「あぶくま」）も担当。1966年10月からは常磐線平駅と伊豆急行線の伊豆急下田駅を結ぶ急行「常磐伊豆」にも当車両が使用された。1968年1月からは伊豆箱根鉄道の修善寺発着編成も併結されたが、1972年11月に列車は廃止された。

401系・403系電車
- 401系は取手 - 勝田間の交流電化時、403系は水戸線電化時に合わせ投入された。2008年7月14日に最後の1両であるクハ401-51が廃車され、401系・403系列は消滅。
- 2008年3月の時点では、普通鋼製車両（403系・415系）が、7両編成20本（140両）と4両編成20本（80両）の計220両配置されていた。これらは2007年3月17日をもって定期列車としての運転を終了し、同月23日の水戸 - いわき間での「さよなら運転」をもって旅客営業運転を終了した。営業運転終了後は解体まで大宮総合車両センター東大宮センター（東大宮操車場）・高萩駅・勿来駅・草野駅などの電留線に留置されていた。
- 1978年に量産先行車が廃車された後、両編成の功績をたたえ区内に「401系交直流電車発祥の区」と刻まれた記念碑が建立された[20]。

415系電車
- 普通鋼製とステンレス鋼製車体の車両が配置され、前述の401・403系と共に常磐線・水戸線の主力車両として運用されていた。
- 2009年3月には、普通鋼製500番台4両編成2本とステンレス製1500番台4両編成1本の計12両が九州旅客鉄道（JR九州）へ譲渡された。
- 2014年度からE531系付属編成への置き換えが進められ、2016年3月25日をもって運用を終了。2017年11月16日付で最後の1編成が廃車となり、配置が無くなった[21]。
- 運用終了時にはステンレス製車体の1500番台4両編成のみが配置され、常磐線友部 - 竜田間と水戸線の普通列車で運用されていた。

701系電車
- 1000番台2両編成3本（6両）が原ノ町駅（原ノ町運輸区）に常駐していた。
- 2011年3月11日に発生した東北地方太平洋沖地震（東日本大震災）・福島第一原子力発電所事故の影響で運休となっていた常磐線のうち、小高 - 相馬間の運転再開に伴い、同区間用の車両として701系1000番台6両が仙台車両センターから一時転入した。同区間は水戸支社の管轄であるが、震災前は地理的に近い仙台車両センター所属の車両が充当されていた。
- 終日2両編成で運用されトイレは閉鎖されていた。
- 区間運転のため使用された編成は4編成で以下のとおり[22][23]。
  - F2-18編成（2011年12月13日転入）→ K618編成。検査期限のため2016年11月6日付で仙台車両センターへ転出。代替としてF2-22編成が転入。
  - F2-20編成（2011年12月15日転入）→ K620編成。
  - F2-22編成（2016年11月6日転入）編成番号変更なしで使用。
  - F2-25編成（2011年12月15日転入）→ K625編成。
- 2016年12月10日のダイヤ改正で仙台方面との線路がつながったことにより、K620編成、K625編成、F2-22編成も仙台車両センターに転出した。

クモヤ441形電車
- 回送車両などの牽引車および伴走車としてクモヤ441-2と-5が2両配置されていた。2003年に廃車。

443系電車
- 1975年に登場した交直両用電気検測車。クモヤ443-1とクモヤ442-1の2両で編成を組み、架線検測・信号検測を行う。E491系に置き換えられ2003年に廃車となった。

493系電車
- クモハ51形を改造した架線試験車。車両の詳細は国鉄51系電車#クモハ51形を交直流試験車493系に改造を参照。

E991系電車
- 1994年に登場した試験電車。TRY-Zの愛称が付けられ各種試験を行い1999年に廃車。同車の試験のため区内では「TRY-Zプロジェクト」チームを発足し、技術開発支援を行なった。

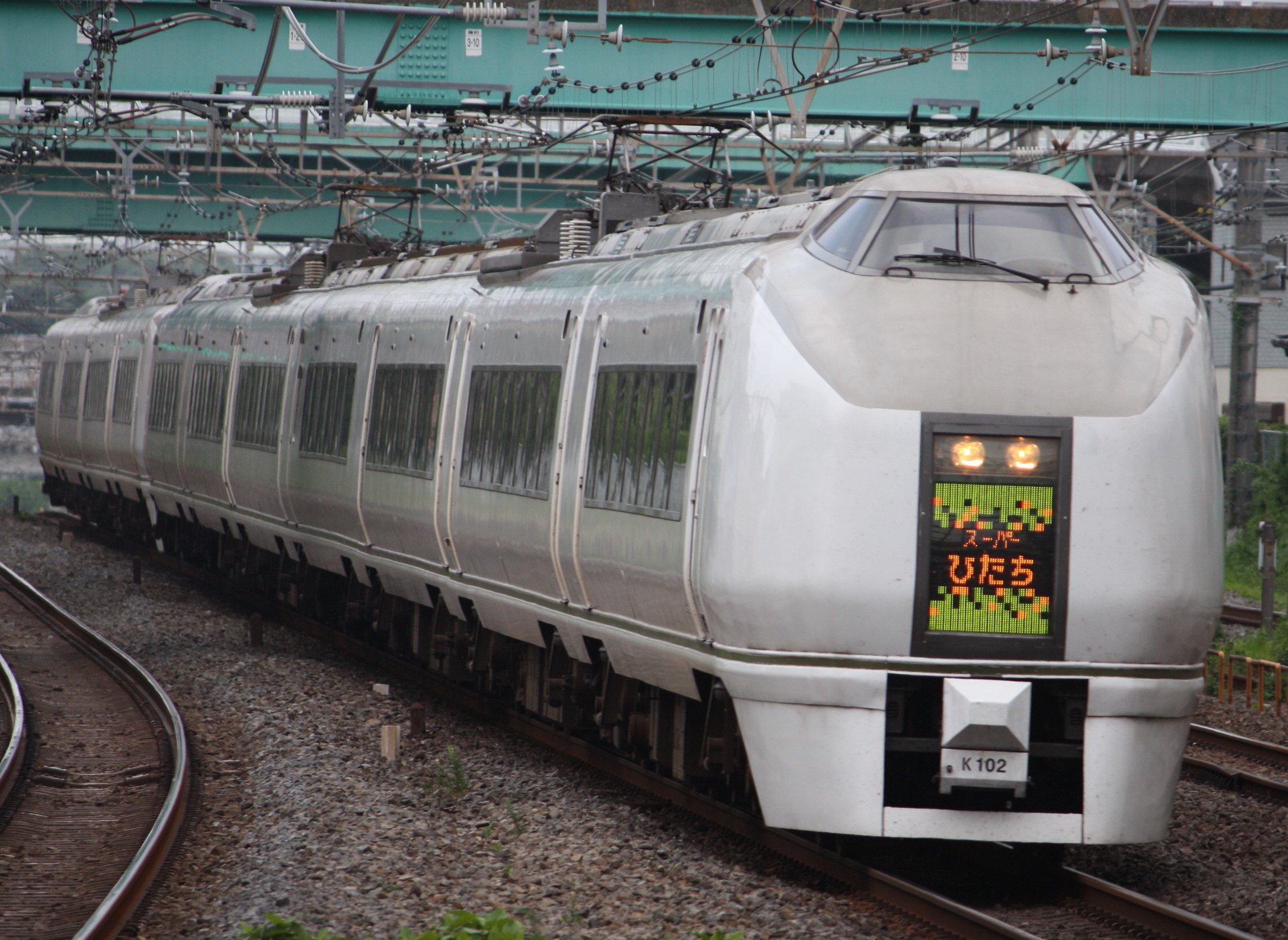
651系
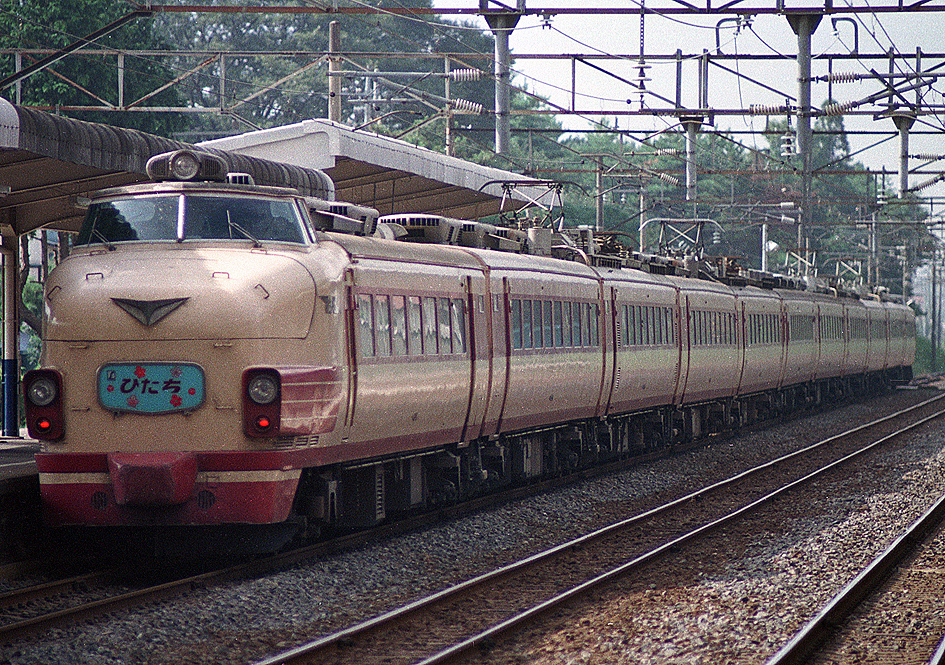
485系
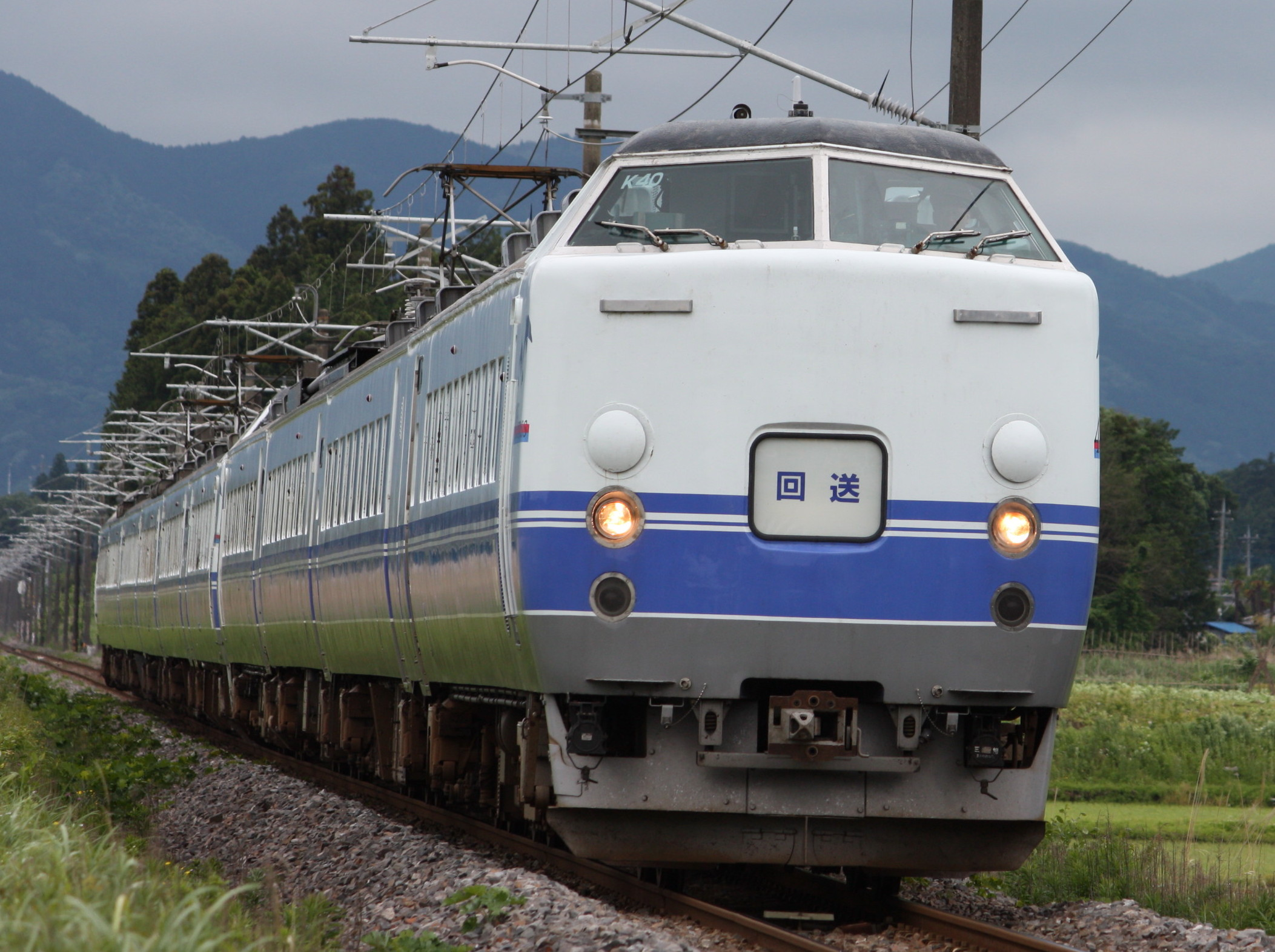
485系1000番台K40編成
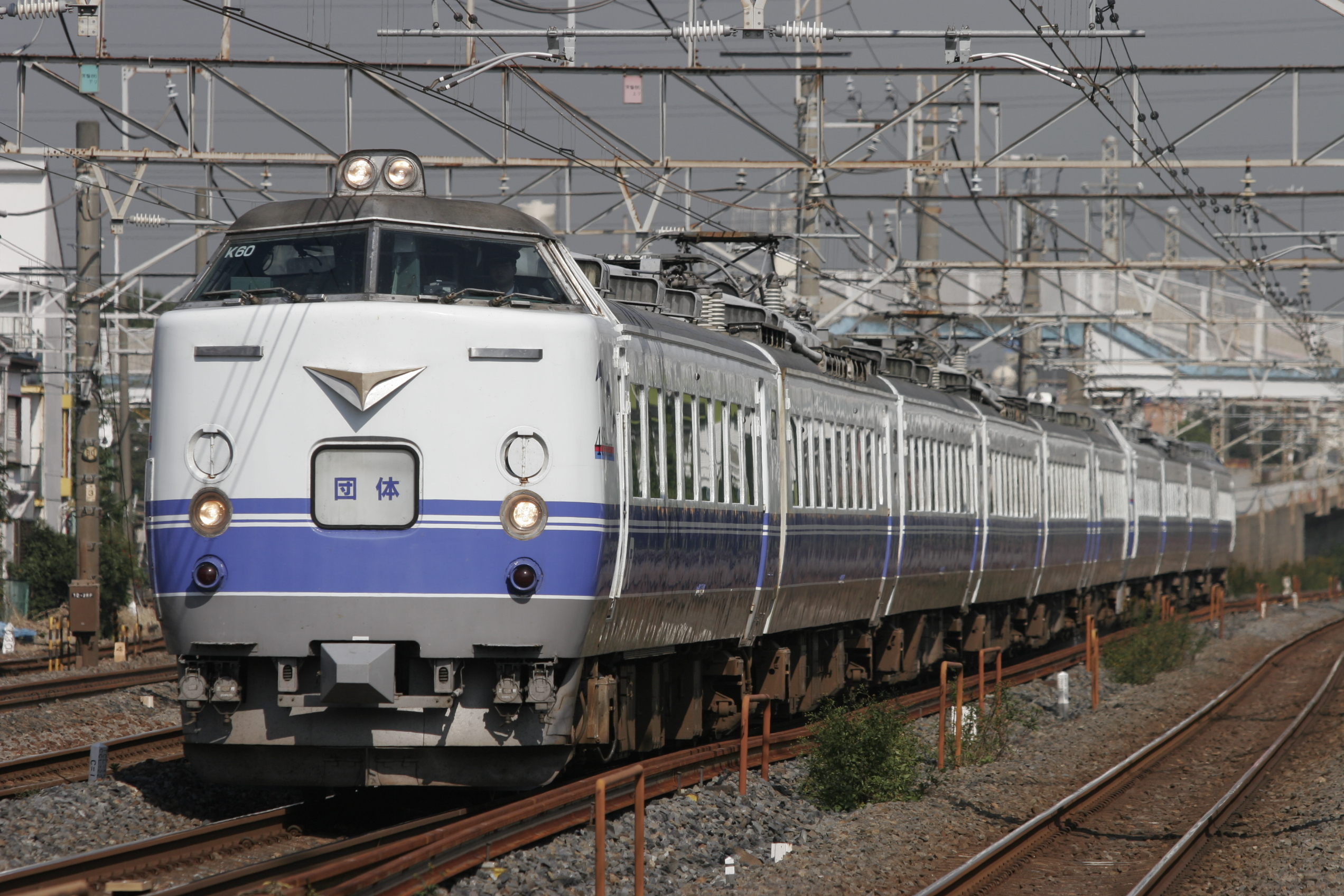
485系1000番台K60編成
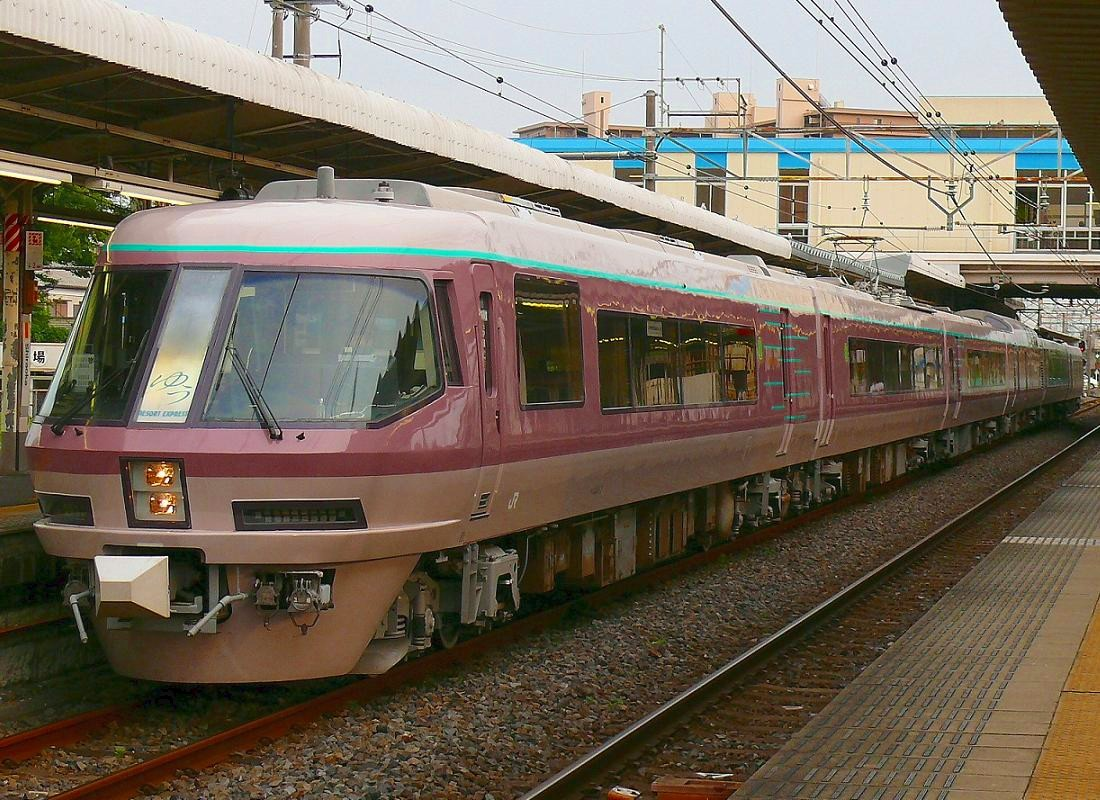
485系 リゾートエクスプレスゆう
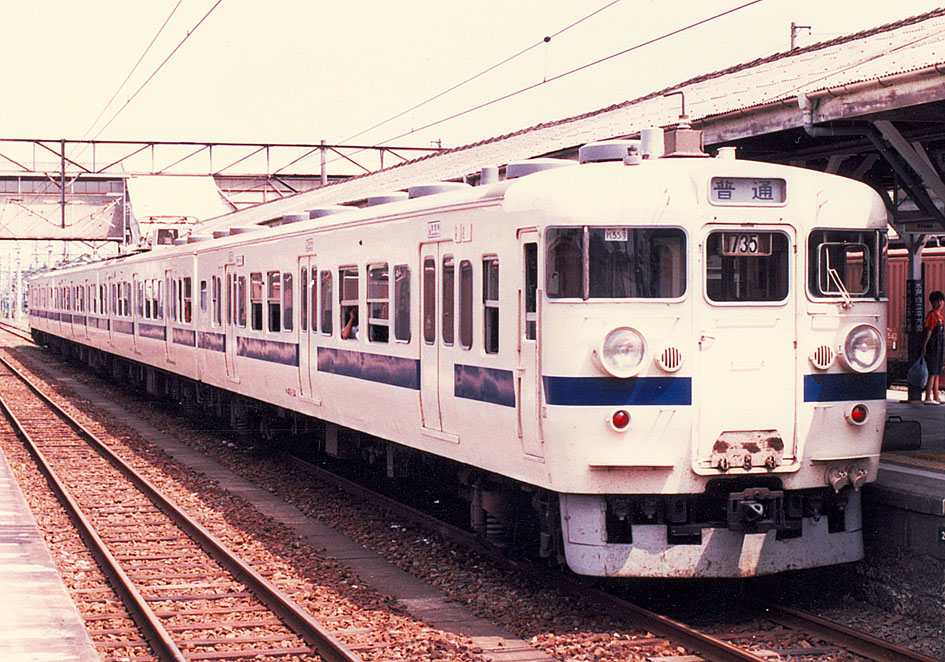
401系
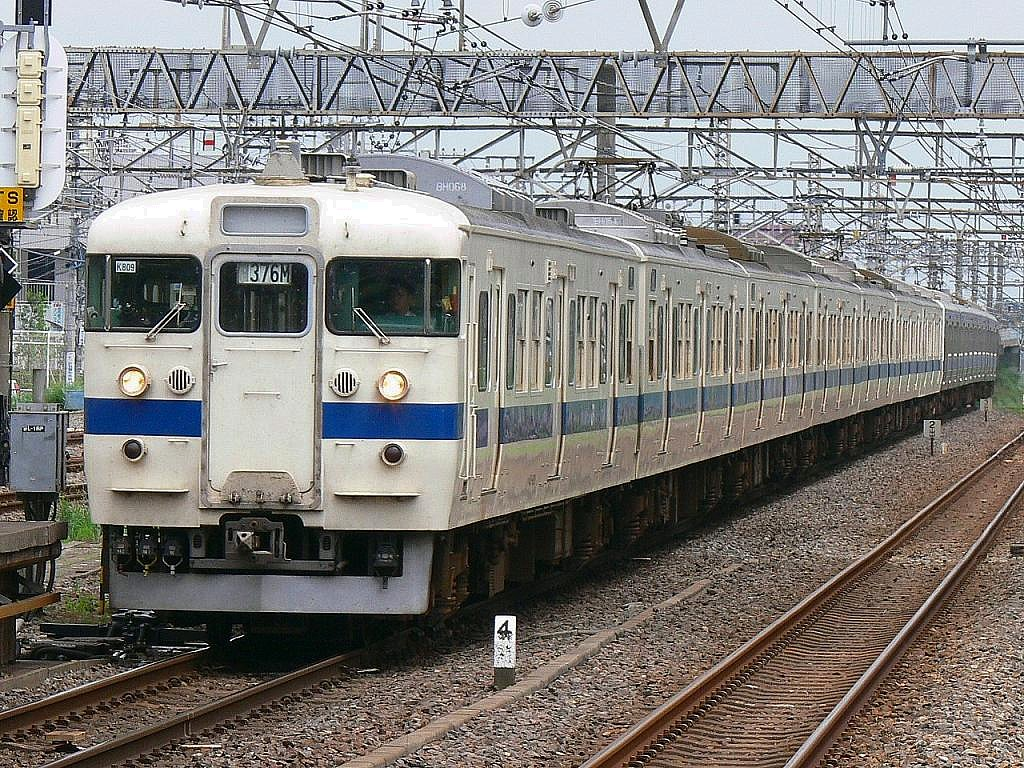
415系
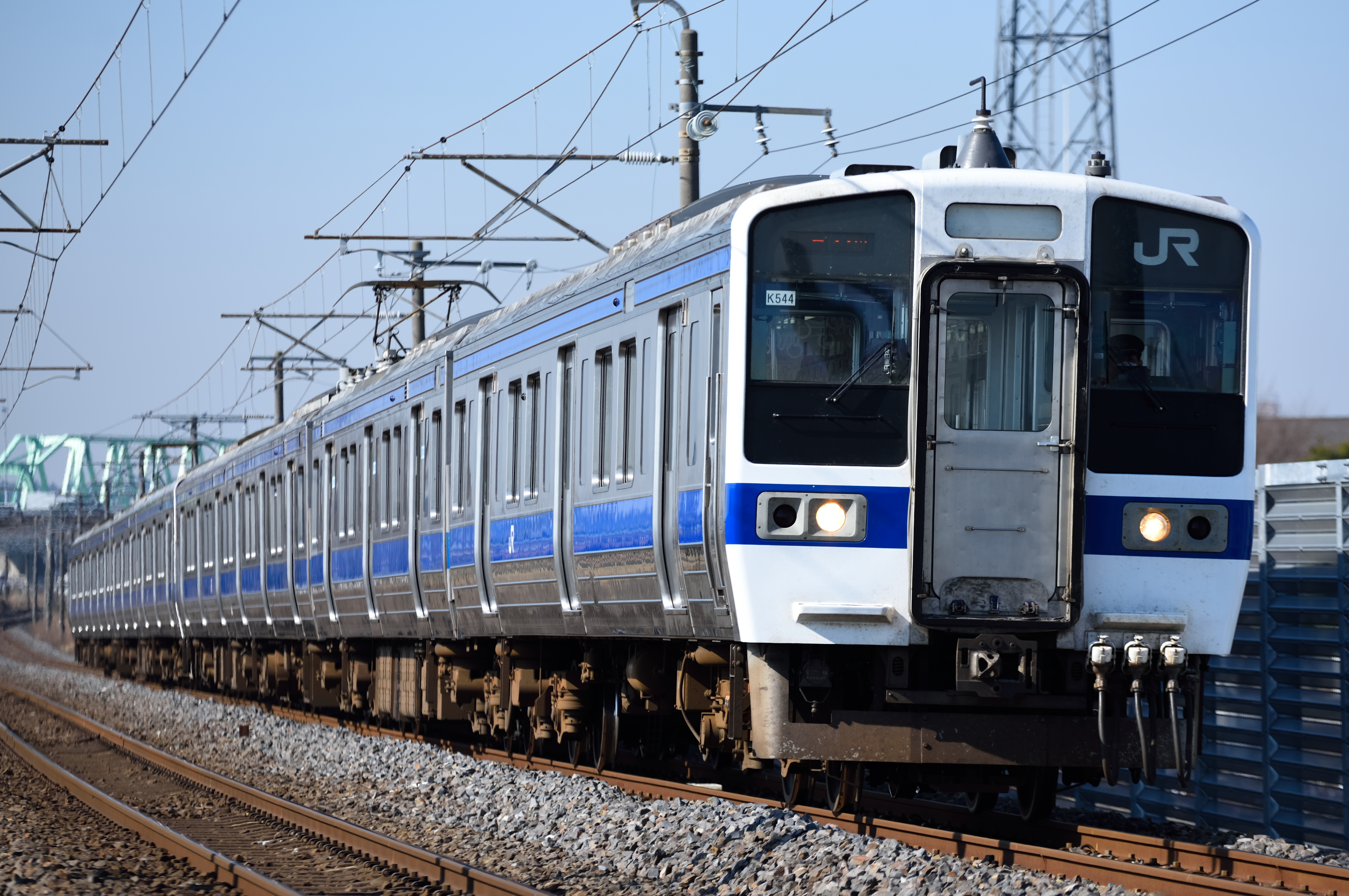
415系1500番台
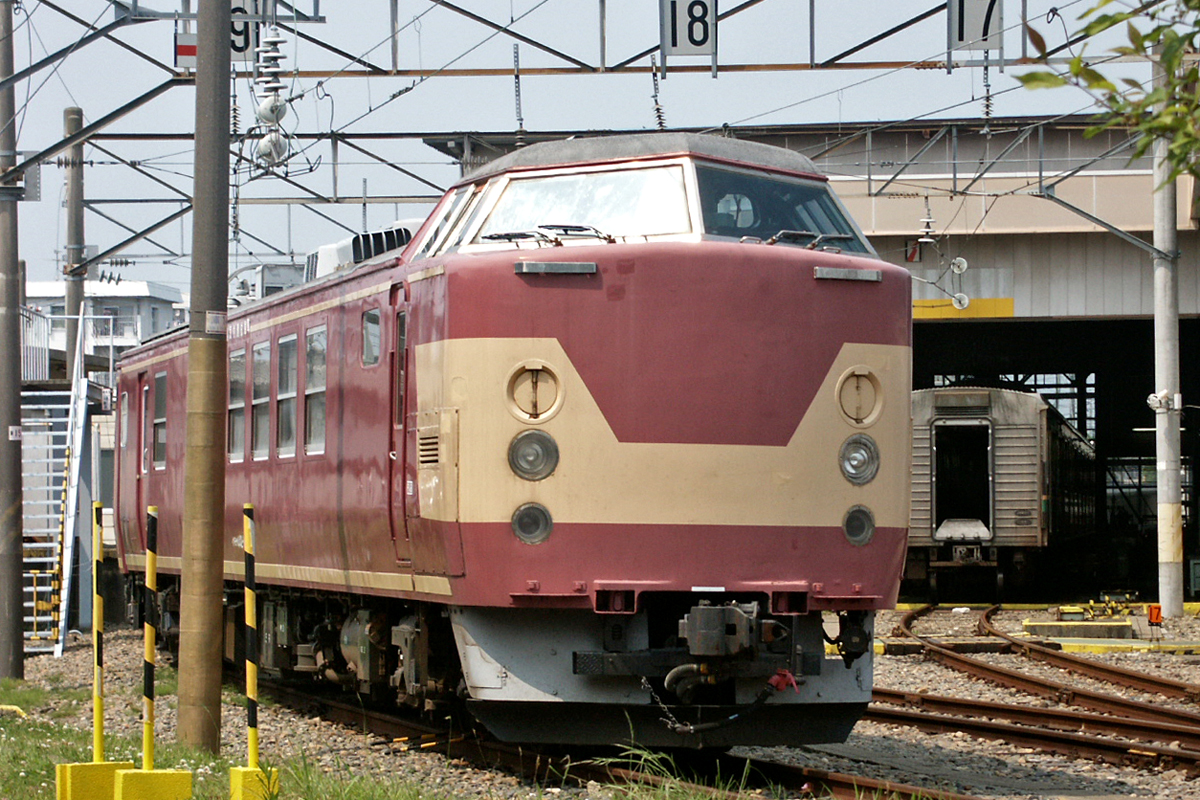
443系
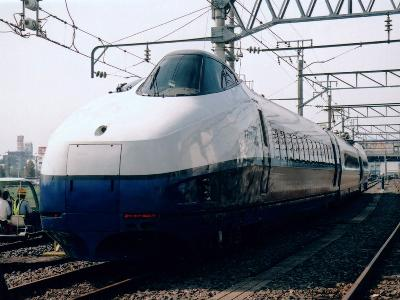
E991系

#### 機関車
ED75形電気機関車
- 平駅（現・いわき駅）電化に際して1963年に新設計の交流機関車であるED75形が投入された。後に内郷機関区へ転属。

EF80形電気機関車
- 1967年に2次型として登場した51 - 63が集中して投入された。後に内郷機関区と田端機関区（現・田端運転所）へ転属。

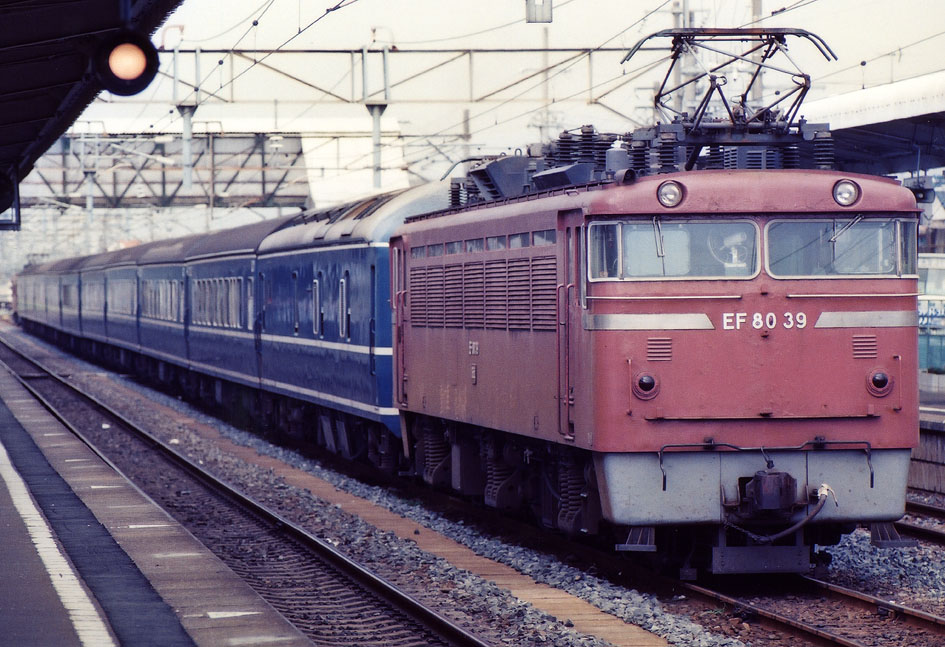
EF80 39

#### 貨車
チキ5200形貨車
- レール輸送用長物車。
- 高萩駅配備であった[1]。
- 2019年2月12日付で2両が廃車され[14]、配置が無くなった。